# Аслан, Йигит
Йигит Аслан (тур. Yiğit Aslan; род. 11 марта 2003) — турецкий пловец, специализирующийся в плавании вольным стилем. Участник летних Олимпийских игр 2020 года.

## Биография
Впервые узнал о плавании, увидев рекламный плакат курсов плавания в торговом центре. Начал заниматься плаванием в возрасте десяти лет. Аслан является членом клуба «Enka SK». В составе сборной его тренировал итальянец Коррадо Россо.

## Карьера
На международном юниорском турнире в Австрии в апреле 2019 года Йигит Аслан выиграл золотые медали на дистанциях 400 м и 1500 м вольным стилем. Аслан занял четвёртое и пятое места, соответственно, на дистанциях 400 м и 1500 м вольным стилем на Европейском летнем юношеском олимпийском фестивале 2019 года, который проходил в Баку. На юниорском чемпионате Европы в Венгрии Аслан не сумел пройти дальше первого раунда, завершив соревнования на дистанциях 400 м, 800 м и 1500 м на 29-м, 18-м и 36-м  местах, соответственно.
Он участвовал в плавании на 400 м, 800 м, 1500 м а также в эстафете 4×200 м вольным стилем на чемпионате Европы по водным видам спорта 2020 года в Будапеште, который из-за коронавируса был перенесён на 2021 год. Турецкий пловец не сумел пройти дальше квалификационного раунда, заняв 18-е, 32-е и 10-е места на дистанциях 400 м, 800 м и 1500 м вольным стилем, соответственно. На чемпионате Европы среди юниоров в Италии завоевал золото на дистанции 800 м вольным стилем.
По состоянию на январь 2021 года он был обладателем 38 национальных рекордов в различных дисциплинах и возрастных категориях, все достижения были установлены в последние пять лет. Он является рекордсменом Турции в плавании на 800 м (7.51,60) и 1500 м (14.44.03) вольным стилем. На чемпионате Европы по водным видам спорта в Будапеште он установил новый национальный рекорд — 3.50,59 на дистанции 400 м.
Благодаря результатам, олимпийский норматив на новой в программе Игр дистанции 800 м вольным стилем у мужчин был выполнен, и, таким образом, Аслан вошёл в состав сборной Турции на Олимпиаду в Токио.